# 応徳温泉
応徳温泉（おうとくおんせん）は、群馬県吾妻郡中之条町にある温泉。尻焼温泉、花敷温泉、京塚温泉と共に六合温泉郷を形成する。草津温泉の上がり湯とも称される。

## 泉質
ナトリウム・カルシウム－硫酸塩泉・塩化物泉。pH8.0弱のアルカリ性の高温泉で無色透明。その中に黒い湯の花が入っている。温泉は白砂川の上流700mの源泉から引いている。

## 温泉街
一軒宿。日帰り温泉施設として、隣接する道の駅六合に日帰り入浴施設が併設されている。

## 歴史
発見年代は不明であるが、古文書には「ねど踏み」に利用された「さらし湯」「浸し湯」の記載があり、1846年（弘化3年）には入山村の百姓弥平次が、差添人名主武兵衛を経て岩鼻代官林部善太左衛門に3年間（以後嘉永元年まで）「さらし湯」として願書を提出、長男の茂太郎が旅館を開業したとされている。1850年（嘉永7年）の稼方願（湯本文書）によると冥加永は「花敷温泉年八九文、応徳温泉九二文」願が出ている。
明治元年ごろには相当繁栄したが、度重なる水害により経営不振となり1894年（明治27年）に一度廃宿となった。その後1971年（昭和46年）に当時の六合村で村内唯一の鉄道であった吾妻線太子駅 - 長野原駅間を廃止する際に六合村と国鉄の間で交わされた協定の中に六合村の開発支援があったため、利用されず休止状態にあった応徳温泉を利用して1979年（昭和54年）当時の国鉄が国鉄山の家六合山荘を開業した。開業当時より当施設は六合村が管理をしていたが、国鉄民営化もあり1994年（平成6年）にはJRより六合村が買受した。2005年（平成17年）に築130年の古民家を同地へ移築し、名称を「宿　花まめ」と改めて現宿が開業した。
1922年（大正11年）には若山牧水が同地を訪れており「上野の草津より沢渡の湯越ゆる路名も寂し暮坂峠」の碑が立てられている。

## アクセス
- 鉄道：吾妻線長野原草津口駅よりバスで約20分[16]、道の駅六合下車[5]。
- 自動車
  - 関越自動車道渋川伊香保インターチェンジ下車 国道17号・国道353号・国道145号で長野原へ。須川橋交差点右折国道292号へ。渋川伊香保インターチェンジから約1時間30分。
  - 上信越自動車道碓氷軽井沢インターチェンジ下車 国道146号で長野原へ。国道145号須川橋交差点左折、国道292号へ。碓氷軽井沢インターチェンジから約1時間。